# Super Mario World 2: Yoshi's Island
Super Mario World 2: Yoshi's Island es un videojuego de plataformas de 1995, de la serie Super Mario, desarrollado y publicado por Nintendo para la consola Super Nintendo. En esta entrega el jugador controla a Yoshi, un amigable dinosaurio que transporta a Bebé Mario.
A diferencia de las entregas anteriores, Mario es un bebé indefenso al que Yoshi debe proteger a lo largo de niveles sin límite de tiempo. El dinosaurio tiene ataques propios como tragarse a los enemigos con la lengua, poner huevos que usa como arma arrojadiza, y saltar en picado. Si Yoshi es golpeado por un enemigo, pierde el control del Bebé Mario y deberá tocarlo antes de que los enemigos puedan capturarlo. A nivel visual, Yoshi's Island destaca por un estilo único y colorista, inspirado en dibujos hechos a mano, que contrastaba con la estética contemporánea de gráficos prerrenderizados que había popularizado Donkey Kong Country. El cartucho de SNES incluía un chip Super FX2 para desplegar efectos gráficos avanzados. Todo el proceso de desarrollo duró cuatro años.
El juego salió a la venta en Japón en agosto de 1995, y a finales del mismo año en el resto del mundo. En 2002 fue reeditado para Game Boy Advance como Super Mario Advance 3: Yoshi's Island, con cambios menores en la jugabilidad, y esa versión también salió publicada para Nintendo 3DS (2011) y la consola virtual de Wii U (2014). La versión original también ha sido ha sido incluida en la SNES Classic Edition (2017) y en el servicio virtual Nintendo Switch Online (2019).
Yoshi's Island obtuvo buenas valoraciones de la crítica y con el paso del tiempo fue incluido en varias listas de los mejores videojuegos en la década de 1990.En total vendió más de cuatro millones de copias, convirtiéndose en uno de los últimos éxitos comerciales de SNES en su ciclo vital. A raíz de su éxito se estableció un estándar para la serie Yoshi, que desde entonces ha contado con distintos juegos derivados y secuelas. Dentro de la serie Super Mario, fue el último juego bidimensional antes de la transición al 3D con Super Mario 64.

## Argumento
Al comienzo del juego se ve como Kamek, un Magikoopa al servicio de un joven Bowser, ataca a una cigüeña que lleva a dos bebés indefensos: el Bebé Mario y el Bebé Luigi. Kamek consigue raptar a Luigi, mientras que Mario cae del cielo y aterriza sobre la espalda de Yoshi, un amistoso dinosaurio verde que vive en una isla remota. Junto al bebé cae también un mapa con las distintas islas que la cigüeña debía sobrevolar para llevar a los bebés al Reino Champiñón.
Intrigado por lo sucedido, el Yoshi verde y el resto de los Yoshis se organizan para llevar al bebé Mario de vuelta con sus padres, así como rescatar al bebé Luigi y a la cigüeña que los transportaba. Mientras recorren los distintos niveles de las islas, los dinosaurios deben derrotar a los distintos enemigos que irrumpen en su camino y evitar que los secuaces de Kamek puedan raptar también a Mario.

## Jugabilidad

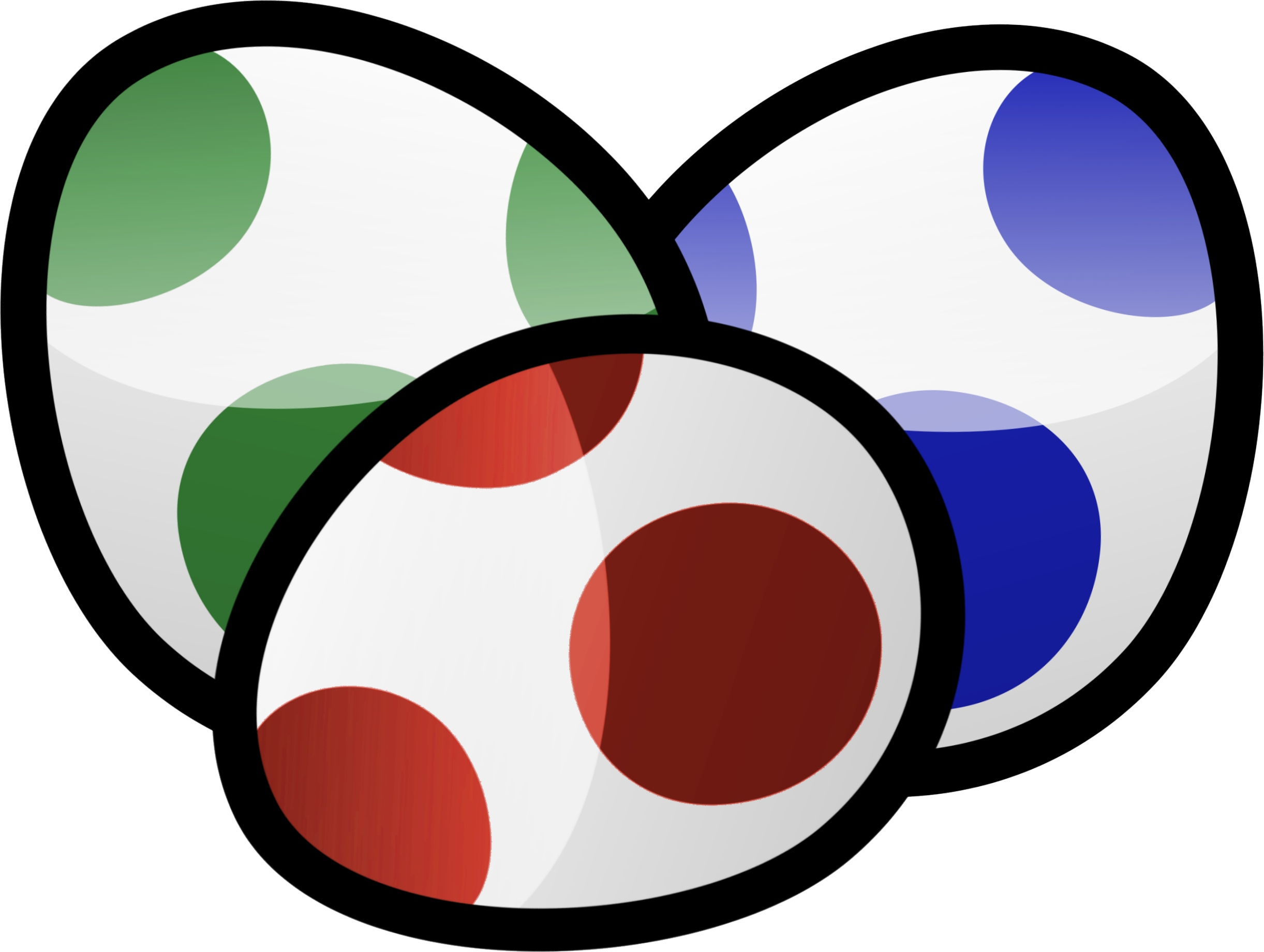
Yoshi puede usar huevos de colores —similares a los de la imagen— como arma arrojadiza.

Yoshi's Island es un videojuego de plataformas de desplazamiento lateral en 2D, con dos botones para correr y saltar. El jugador controla a Yoshi con el Bebé Mario sobre su espalda. El objetivo es recorrer con el bebé a cuestas los 48 niveles del juego, repartidos en seis islas distintas, para rescatar al Bebé Luigi y reunir así a los dos hermanos. En total hay ocho Yoshis disitntos, cada uno de un color distinto.
Yoshi mantiene las características de Super Mario World, entre ellas la de absorber a los enemigos con su larga lengua, y cuando tiene la boca llena puede escupirlos o bien tragárselos para poner huevos —hasta un máximo de seis— que usa como arma arrojadiza. Al apuntar aparece una barra que permite lanzarlos en la dirección deseada. También es capaz de revolotear en el aire para impulsarse, así como saltar en picado sobre los enemigos. Además, Yoshi puede comer sandías que le otorgan habilidades especiales y transformarse en vehículos para superar ciertos obstáculos. La estrella de poder convierte temporalmente al Bebé Mario en un personaje invulnerable y muy rápido.
Aunque Yoshi no tiene barra de salud, si sufre cualquier daño pierde el control del Bebé Mario, que se queda flotando en una burbuja. El jugador debe tocarla antes de que se agote el tiempo, pues de lo contrario el bebé será secuestrado por los secuaces de Kamek. En condiciones normales el tiempo límite es de diez segundos, pero puede ampliarse hasta treinta segundos con estrellas de tiempo. Yoshi también pierde una vida si cae del escenario o al tocar obstáculos insalvables como lava o pinchos. Tal y como ya sucedía en Super Mario World, el jugador dispone de una reserva para potenciadores que obtiene a través de minijuegos. Los niveles no tienen duración definida y en cada isla hay dos jefes, presentes en cada cuarto y octavo nivel. Además, los niveles se pueden volver a jugar para obtener una máxima puntuación (100 puntos) con veinte monedas rojas, treinta segundos de tiempo y cinco margaritas.

## Desarrollo

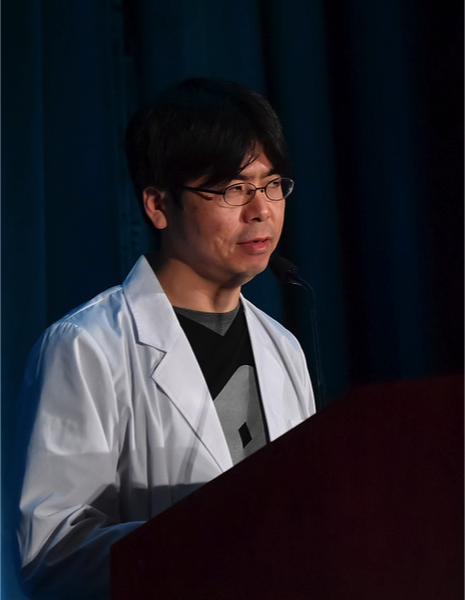
Hisashi Nogami se encargó del diseño de personajes.

Después del éxito alcanzado con Super Mario World (1990), Shigeru Miyamoto encargó a finales de 1991 un nuevo proyecto para Super Nintendo (SNES). Este trabajo corrió a cargo del diseñador Shigefumi Hino y del desarrollador Takashi Tezuka. Ambos pensaban que cualquier fórmula protagonizada por Mario no iba a sorpender, así que sugirieron darle protagonismo al dinosaurio Yoshi y convertir a Mario en un bebé indefenso. Yoshi había debutado como secundario en Super Mario World y resultó tan popular entre el público infantil que llegó a protagonizar dos juegos de lógica: Yoshi (1991) y Yoshi's Cookie (1992). 
Yoshi's Island fue desarrollado por Nintendo EAD, con Shigeru Miyamoto como productor ejecutivo y un equipo liderado por cuatro programadores: Shigefumi Hino, Takashi Tezuka, Hideki Konno y Toshihiko Nakago. Uno de los nuevos desarrolladores de la compañía, Hisashi Nogami, estuvo al frente del diseño de personajes y sugirió un mundo conceptual inspirado en dibujos infantiles, acorde con la imagen de Yoshi, que consiguió simular con arte de pixel dibujado a mano, digitalizado y adaptado a la paleta gráfica de SNES. Yoshiaki Koizumi hizo las secuencias de apertura y cierre, y Koji Kondo se encargó de la banda sonora. 
El desarrollo del juego duró cuatro años y coincidió con la preparación de Super Mario 64, por lo que buena parte del equipo se marchó de Yoshi's Island para trabajar en el título de Nintendo 64. En pleno proceso salió a la venta Donkey Kong Country (1994), un título revolucionario en la época por haber establecido el estándar de gráficos 3D pre-renderizados de SNES. Aunque el equipo de Yoshi's Island llegó a plantearse un estilo similar, el proyecto ya estaba demasiado avanzado como para cambiarlo. Nintendo EAD implementó renderizados especiales gracias al microchip Super FX2 de Argonaut Games, incorporado dentro de cada cartucho, con efectos tales como puentes levadizos que caen en primer plano, sprites rotatorios, y las visiones alucinógenas que Yoshi sufre al tocar un hongo flotante.
En 2020 se filtró un prototipo de desarrollo llamado Super Donkey, con gráficos muy similares a los de Yoshi's Island, pero protagonizado por un personaje nuevo que iba vestido de piloto.

## Recepción

### Lanzamiento
Yoshi's Island salió a la venta en 1995, primero en Japón y meses después en América del Norte y Europa. Se trató de uno de los últimos juegos publicados en el ciclo vital de Super Nintendo. El título llegó a vender 4,1 millones de copias a nivel mundial, lo que le convierte en el octavo más vendido en la historia de SNES. Si bien es cierto que su antecesor Super Mario World había vendido más de veinte millones de copias, se trataba de un juego que venía incluido con la consola. A raíz de su éxito de ventas, Nintendo se animó a crear una serie propia para Yoshi cuyo primer juego fue Yoshi's Story (Nintendo 64, 1997).

### Super Mario Advance 3
En septiembre de 2002 salió a la venta Yoshi's Island: Super Mario Advance 3, la adaptación del juego para Game Boy Advance. Este título era una versión directa del original de Super Nintendo con seis nuevos niveles de bonificación, cambios en la voz de Yoshi y adaptaciones gráficas para la pantalla de la consola portátil. A diferencia del original, el cartucho no necesitaba ningún microchip extra para manejar los efectos especiales.

### Relanzamiento
El videojuego fue incluido en la consola SNES Classic Edition en 2017 y en el servicio Nintendo Switch Online en 2019, este último con multijugador. La versión de GBA fue publicada de nuevo en 2011 para Nintendo 3DS solo disponible programa de embajadores y en la Consola Virtual de Wii U en 2014. La versión de GBA también fue publicada en Nintendo Switch Online el 25 de mayo de 2023.

### Crítica
El juego tuvo una buena acogida entre la prensa especializada. La versión de Super Nintendo ha logrado una valoración media de 96 sobre 100 en el agregador de reseñas GameRankings, mientras que la de Game Boy Advance cuenta con un 91 sobre 100 en Metacritic. Tanto las reseñas contemporáneas como las retrospectivas coinciden en valorar el aspecto gráfico, el diseño de niveles y la jugabilidad como los puntos más fuertes.
En términos generales se considera que Yoshi's Island es uno de los títulos que mejor supo explotar las características de Super Nintendo, en parte por el uso del chip Super FX2 que habían integrado en el cartucho. La revista Edge valoró en su reseña la curva de dificultad, el arte conceptual inspirado en dibujos y las nuevas habilidades de Yoshi.

## Legado
Se considera que Yoshi's Island sentó las bases de una nueva serie de videojuegos protagonizada por Yoshi, con características como exploración de niveles, puzles, un apartado visual propio y una jugabilidad más accesible a todos los públicos. En 1997 se publicó una continuación para Nintendo 64, Yoshi's Story, que destacó por sus gráficos prerrenderizados en 3D. La crítica ha puesto en valor su relevancia dentro del catálogo de SNES, y ha llegado a ser calificado como uno de los mejores plataformas en la cuarta generación de videoconsolas.
Dentro de la serie Super Mario, Yoshi's Island fue el último plataformas en 2D antes del primer juego tridimensional, Super Mario 64 para Nintendo 64 en 1996. Super Mario no volvió a contar con una entrega en desplazamiento lateral hasta New Super Mario Bros. en 2006.